# NGC 7203
NGC 7203 é uma galáxia espiral barrada (SB0-a) localizada na direcção da constelação de Piscis Austrinus. Possui uma declinação de -31° 09' 48" e uma ascensão recta de 22 horas, 06 minutos e 43,8 segundos.
A galáxia NGC 7203 foi descoberta em 27 de Setembro de 1834 por John Herschel.